# Родіон Давелар
Родіон Давелар (нід. Rodion Davelaar, 6 серпня 1990) — нідерландський плавець.
Учасник Олімпійських Ігор 2008 року.